# Trestonia ceara
Trestonia ceara är en skalbaggsart som beskrevs av Dillon 1946. Trestonia ceara ingår i släktet Trestonia och familjen långhorningar. Inga underarter finns listade i Catalogue of Life.